# Puerres (ort)
Puerres är en ort i Colombia.   Den ligger i departementet Nariño, i den sydvästra delen av landet, 500 km sydväst om huvudstaden Bogotá. Puerres ligger 2 577 meter över havet och antalet invånare är 3 812.
Terrängen runt Puerres är huvudsakligen kuperad, men västerut är den bergig. Puerres ligger nere i en dal. Runt Puerres är det tätbefolkat, med 286 invånare per kvadratkilometer. Närmaste större samhälle är Pasto, 2,7 km nordväst om Puerres. Trakten runt Puerres består i huvudsak av gräsmarker.